# Otiothops
Otiothops là một chi nhện trong họ Palpimanidae.

## Hình ảnh